# Hippopotamus gorgops
Hippopotamus gorgops — вимерлий вид бегемотів, відомий за останками, знайденими в Північній і Східній Африці, а також у Леванті. Вперше він з'явився в пізньому пліоцені—ранньому плейстоцені й вимер на початку середнього плейстоцену.

## Опис

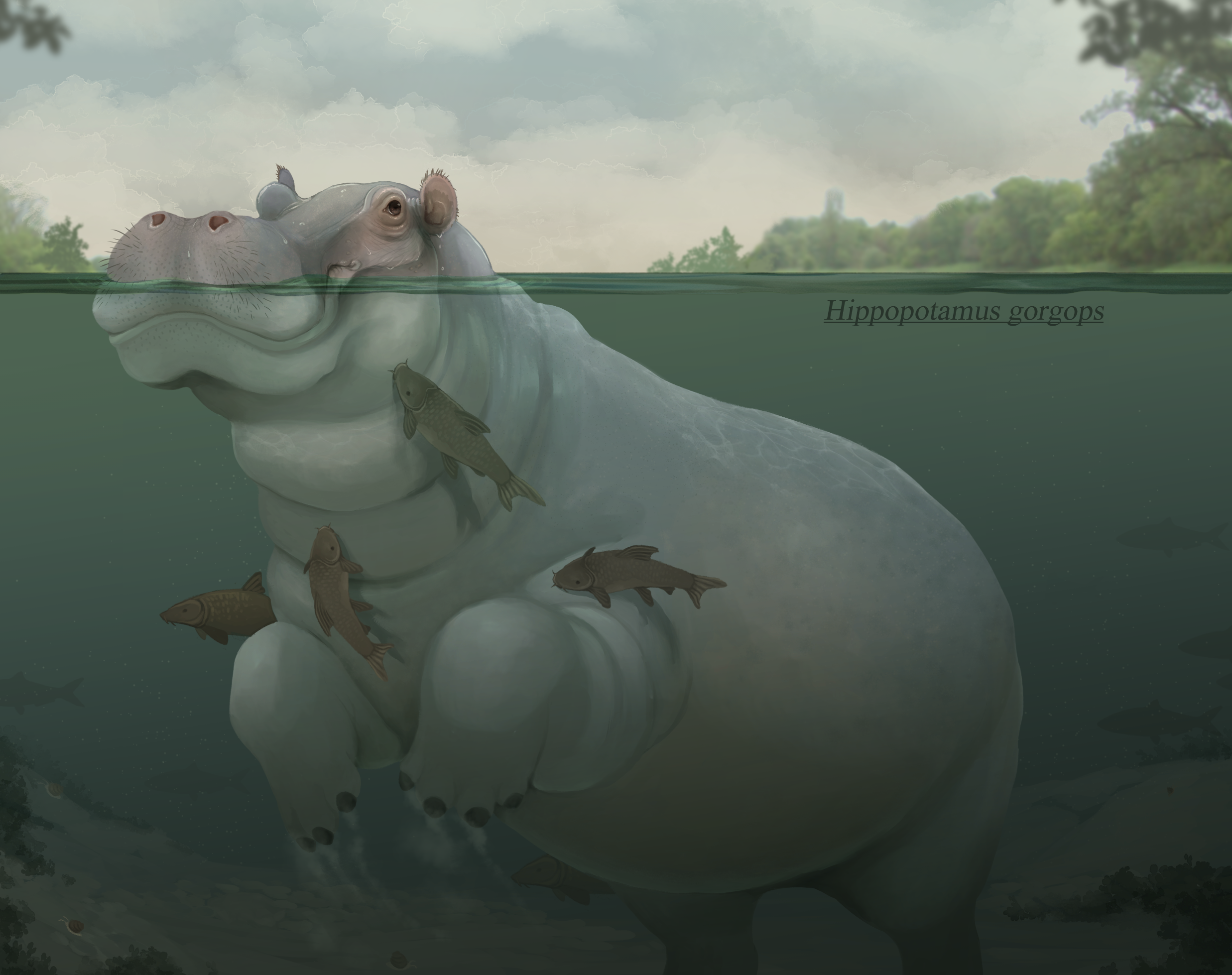
Художня реконструкція

H. gorgops був значно більшим, ніж живий гіпопотам (H. amphibius), з приблизною масою тіла понад 4000 кілограмів. Порівняно з H. amphibius, орбіти та носові отвори підняті вище над іншою частиною черепа, при цьому скронева ямка коротша, що призводить до меншої відстані між орбітами й потилицею. Ймовірно, це означало більш переднє прикріплення скроневих м'язів. Поворотний і сагітальний гребені також були пропорційно вищими, а піднебіння подовженим. У житті H. gorgops, ймовірно, дуже нагадував би H. amphibius.

## Розповсюдження
Hippopotamus gorgops відомий із залишків, знайдених у Північній та Східній Африці, від межі пізнього пліоцену та раннього плейстоцену до раннього середнього плейстоцену. Залишки, віднесені до H. gorgops поряд із видом H. behemoth, відомі з місцевості Убейдія в Ізраїлі, датовані приблизно 1,6 мільйонами років тому, причому деякі автори припускають, що H. behemoth насправді є синонімом H. gorgops, враховуючи їх подібну морфологію.

## Відносини з людьми
Залишки зі слідами порізів або розломів з місць раннього плейстоцену по всій Африці вказують на те, що H. gorgops був убитий архаїчними людьми. До них відносяться Ель-Керба в Алжирі, датований приблизно 1,8 мільйонами років тому (млн років тому), кальдера Кіломбе в Кенії, датована приблизно 1,76 млн років тому, і стоянка Буя в Еритреї, датована пізнім раннім плейстоценом, близько 1 млн років. Часто на цих місцях присутні інструменти олдованської промисловості. У Кіломбе та Буйя невідомо, чи полювали на бегемотів, чи виловлювали їх. Малоймовірно, що на здорових дорослих особин полювали, бо живі бегемоти, швидше за все, були небезпечні.